# 鷲沢風穴

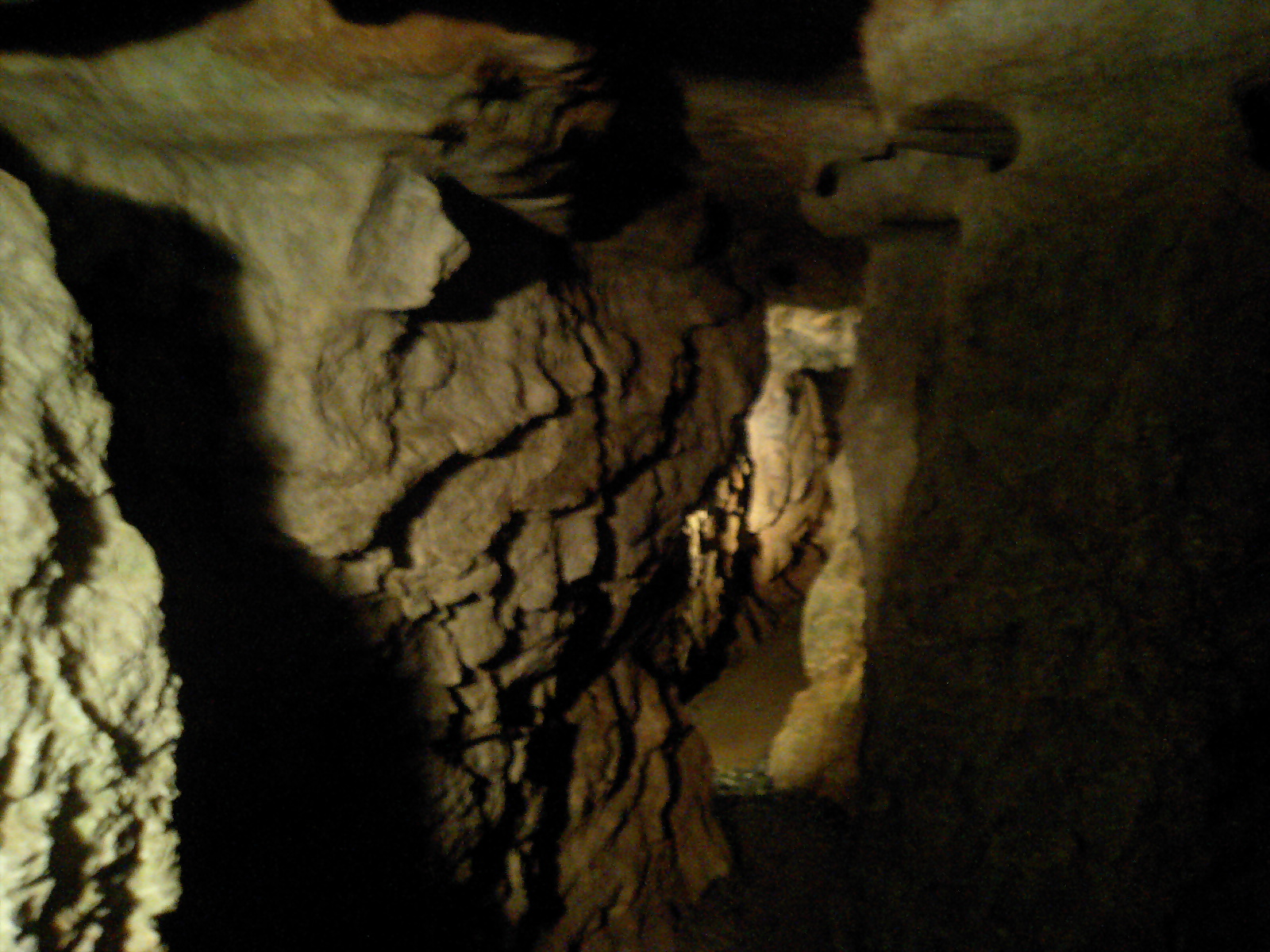
鷲沢風穴内

鷲沢風穴（わしざわふうけつ）は、静岡県浜松市浜名区鷲沢町にある鍾乳洞。秩父帯の井伊谷層の石灰岩に開けた洞窟である。新浜松の自然100選に選定されている。

## 概要
水平天井の岩盤をもつ鍾乳洞としては日本で唯一である。滴る水が石灰岩の表面を浅く刻んだ「溶食条溝」や通常はカルスト台地の地表で見られる「石柱（カレン）」が洞内でみられる。また、洞内には水神の池がある。
洞窟の手前では風穴奥深くの湧水（天下の名水）を販売している。
住所は静岡県浜松市北区鷲沢町穴ノ久保428